# والرات استرادیول
والرات استرادیول (به انگلیسی: Estradiol valerate) دارویی است که برای درمان عوارض بعد از یائسگی استفاده می‌شود.

## ملاحظات
مصرف این دارو برای بیماران مبتلا به سرطان پروستات و جسم رحم و میوم و آندومتر ممنوع است. مصرف آن در دوران بارداری نیز ممنوع است.